# Maria-Magdalenen-Kloster (Nikosia)
Das Maria-Magdalenen-Kloster war ein Kloster der Zisterzienserinnen in Nikosia auf Zypern. 

## Geschichte
Vor 1222 wurde dem Zisterzienserinnenkloster Akkon durch Balian von Sidon ein Haus in Nikosia geschenkt. Auf Wunsch des Erzbischofs von Nikosia, Eustorge de Montaigu, und des Abtes der Zisterzienserabtei Balamand wurde dort 1222 ein Tochterkloster errichtet. Die erste Äbtissin des neuen Konventes in Nikosia sollte in Akkon gewählt werden, später stand dem neuen Konvent selber die Äbtissinnenwahl zu. Die Kandidatinnen mussten in der Folge aus dem Konvent in Nikosia stammen und durften nicht aus dem Mutterkloster zu Akkon gewählt werden. Das Generalkapitel des Zisterzienserordens entschied 1239, Akkon und dessen Töchterklöster in Nikosia und Tripoli direkt dem Kloster Cîteaux zu unterstellen. Das Maria-Magdalenen-Kloster ist im 16. Jahrhundert untergegangen.

## Bauten und Anlage
Angaben zu Lage und Bau waren nicht zu ermitteln.